# 兴水站
興水站（朝鲜语：／ Hŭngsu-yŏk */?）是位于朝鮮民主主義人民共和國黄海北道凤山郡的一個鐵路車站。屬於平釜線。

## 邻近车站
平釜线
清溪站 - 興水站 - 文武站